# Rally de Suecia de 2008
El Rally de Suecia de 2008 fue la 57.ª edición y la segunda ronda de la temporada 2008 del Campeonato Mundial de Rally. Se celebró entre los días 7 y 10 de febrero. El vencedor fue Jari-Matti Latvala que logró seis scratch y se mantuvo líder del rally desde el segundo tramo hasta el final. De esta manera se convirtió en el piloto más joven de la historia (22 años) en ganar una prueba del mundial, batiendo el anterior récord que poseía Henri Toivonen al ganar el Rally de Gran Bretaña en 1980.

## Itinerario y ganadores
El itinerario estaba compuesto por veinte tramos, con un total de 340,24 km cronometrados. Los tramos 12 y 18 fueron cancelados debido a las altas temperaturas.
| Día            | Tramo | Hora  | Tramo          | Distancia | Ganador            | Tiempo    | Vel. media | Líder rally        |
| -------------- | ----- | ----- | -------------- | --------- | ------------------ | --------- | ---------- | ------------------ |
| Día 1 (7 feb)  | SS1   | 20:04 | SSS Karlstad 1 | 1.90 km   | Petter Solberg     | 1:28.9    | 76.5 km/h  | Petter Solberg     |
| Día 2 (8 feb)  | SS2   | 09:34 | Stensjön 1     | 15.50 km  | Jari-Matti Latvala | 7:24.0    | 125.7 km/h | Jari-Matti Latvala |
| Día 2 (8 feb)  | SS3   | 10:44 | Bjälverud 1    | 21.58 km  | Jari-Matti Latvala | 10:33.7   | 122.5 km/h | Jari-Matti Latvala |
| Día 2 (8 feb)  | SS4   | 11:23 | Mangen 1       | 22.09 km  | Jari-Matti Latvala | 12:20.7   | 107.4 km/h | Jari-Matti Latvala |
| Día 2 (8 feb)  | SS5   | 13:25 | Stensjön 2     | 15.50 km  | Jari-Matti Latvala | 7:22.3    | 126.2 km/h | Jari-Matti Latvala |
| Día 2 (8 feb)  | SS6   | 14:35 | Bjälverud 2    | 21.58 km  | Jari-Matti Latvala | 10:32.4   | 122.8 km/h | Jari-Matti Latvala |
| Día 2 (8 feb)  | SS7   | 15:14 | Mangen 2       | 22.09 km  | Jari-Matti Latvala | 12:21.2   | 107.3 km/h | Jari-Matti Latvala |
| Día 2 (8 feb)  | SS8   | 18:00 | SSS Karlstad 2 | 1.90 km   | Gigi Galli         | 1:28.2    | 77.6 km/h  | Jari-Matti Latvala |
| Día 3 (9 feb)  | SS9   | 08:25 | Horssjön 1     | 14.89 km  | Sébastien Loeb     | 9:18.1    | 96.0 km/h  | Jari-Matti Latvala |
| Día 3 (9 feb)  | SS10  | 09:38 | Hagfors 1      | 20.92 km  | Dani Sordo         | 11:45.8   | 106.7 km/h | Jari-Matti Latvala |
| Día 3 (9 feb)  | SS11  | 10:41 | Vargåsen 1     | 24.63 km  | Sébastien Loeb     | 13:49.1   | 106.9 km/h | Jari-Matti Latvala |
| Día 3 (9 feb)  | SS12  | 13:04 | Horssjön 2     | 14.89 km  | Cancelado          | Cancelado | Cancelado  | Jari-Matti Latvala |
| Día 3 (9 feb)  | SS13  | 14:17 | Hagfors 2      | 20.92 km  | Dani Sordo         | 11:30.1   | 109.1 km/h | Jari-Matti Latvala |
| Día 3 (9 feb)  | SS14  | 15:20 | Vargåsen 2     | 24.63 km  | Mikko Hirvonen     | 13:32.5   | 109.1 km/h | Jari-Matti Latvala |
| Día 4 (10 feb) | SS15  | 08:08 | Ullen 1        | 16.25 km  | Henning Solberg    | 8:21.7    | 116.6 km/h | Jari-Matti Latvala |
| Día 4 (10 feb) | SS16  | 09:13 | Lesjöfors 1    | 10.49 km  | Henning Solberg    | 5:54.5    | 106.5 km/h | Jari-Matti Latvala |
| Día 4 (10 feb) | SS17  | 09:45 | Rämmen 1       | 21.87 km  | Henning Solberg    | 11:14.4   | 116.7 km/h | Jari-Matti Latvala |
| Día 4 (10 feb) | SS18  | 11:21 | Ullen 2        | 16.25 km  | Cancelado          | Cancelado | Cancelado  | Jari-Matti Latvala |
| Día 4 (10 feb) | SS19  | 12:26 | Lesjöfors 2    | 10.49 km  | Henning Solberg    | 5:43.8    | 109.7 km/h | Jari-Matti Latvala |
| Día 4 (10 feb) | SS20  | 12:58 | Rämmen 2       | 21.87 km  | Henning Solberg    | 11:07.1   | 118.0 km/h | Jari-Matti Latvala |

## Clasificación final
| Pos.     | Piloto             | Copiloto             | Automóvil                      | Tiempo        | Diferencia | Puntos |
| WRC      | WRC                | WRC                  | WRC                            | WRC           | WRC        | WRC    |
| -------- | ------------------ | -------------------- | ------------------------------ | ------------- | ---------- | ------ |
| 1.       | Jari-Matti Latvala | Miikka Anttila       | Ford Focus RS WRC 07           | 2:46:41.2     |            | 10     |
| 2.       | Mikko Hirvonen     | Jarmo Lehtinen       | Ford Focus RS WRC 07           | 2:47:39.5     | +58.3      | 8      |
| 3.       | Gigi Galli         | Giovanni Bernacchini | Ford Focus RS WRC 07           | 2:49:04.4     | 2:23.2     | 6      |
| 4.       | Petter Solberg     | Phil Mills           | Subaru Impreza WRC2007         | 2:49:40.6     | 2:59.4     | 5      |
| 5.       | Andreas Mikkelsen  | Ola Floene           | Ford Focus RS WRC 06           | 2:52:27.2     | 5:46.0     | 4      |
| 6.       | Dani Sordo         | Marc Marti           | Citroën C4 WRC                 | 2:53:54.3 [1] | 7:13.1     | 3      |
| 7.       | Toni Gardemeister  | Tomi Tuominen        | Suzuki SX4 WRC                 | 2:57:16.5     | 10:35.3    | 2      |
| 8.       | Juho Hänninen      | Mikko Markkula       | Mitsubishi Lancer Evolution IX | 2:59:08.7     | 12:27.5    | 1      |
| PCWRC    |                    |                      |                                |               |            |        |
| 1. (8.)  | Juho Hänninen      | Mikko Markkula       | Mitsubishi Lancer Evolution IX | 2:59:08.7     |            | 10     |
| 2. (10.) | Jari Ketomaa       | Miika Teiskonen      | Subaru Impreza WRX STi N14     | 3:00:31.9     | 1:23.2     | 8      |
| 3. (11.) | Patrik Sandell     | Emil Axelsson        | Peugeot 207 S2000              | 3:01:00.5     | 1:51.8     | 6      |
| 4. (12.) | Martin Prokop      | Jan Tománek          | Mitsubishi Lancer Evolution IX | 3:01:11.7     | 2:03.0     | 5      |
| 5. (14.) | Uwe Nittel         | Detlef Ruf           | Mitsubishi Lancer Evolution IX | 3:03:04.0     | 3:55.3     | 4      |
| 6. (15.) | Toshihiro Arai     | Glenn MacNeall       | Subaru Impreza WRX STi         | 3:03:31.6     | 4:22.9     | 3      |
| 7. (17.) | Armindo Araujo     | Miguel Ramalho       | Mitsubishi Lancer Evolution IX | 3:05:13.9     | 6:05.2     | 2      |
| 8. (19.) | Bernardo Sousa     | Carlos Magalhães     | Mitsubishi Lancer Evolution IX | 3:07:07.3     | 7:58.6     | 1      |

- [1] — Sordo fue penalizado con 5 minutos por reemplazar el motor dañado tras el Rally de Montecarlo de 2008.[5]

## Campeonato
- Así quedó el campeonato tras la celebración del Rally de Suecia:

| Pos | Driver               | MON  | SWE  | MEX | ARG | JOR | ITA | GRC | TUR | FIN | GER | NZL | ESP | FRA | JPN | GBR | Pts |
| --- | -------------------- | ---- | ---- | --- | --- | --- | --- | --- | --- | --- | --- | --- | --- | --- | --- | --- | --- |
| 1   | Mikko Hirvonen       | 2    | 2    |     |     |     |     |     |     |     |     |     |     |     |     |     | 16  |
| 2   | Jari-Matti Latvala   | 12   | 1    |     |     |     |     |     |     |     |     |     |     |     |     |     | 10  |
| 2   | Sébastien Loeb       | 1    | Ret. |     |     |     |     |     |     |     |     |     |     |     |     |     | 10  |
| 4   | Gigi Galli           | 6    | 3    |     |     |     |     |     |     |     |     |     |     |     |     |     | 9   |
| 4   | Petter Solberg       | 5    | 4    |     |     |     |     |     |     |     |     |     |     |     |     |     | 9   |
| 6   | Chris Atkinson       | 3    | 21   |     |     |     |     |     |     |     |     |     |     |     |     |     | 6   |
| 7   | François Duval       | 4    |      |     |     |     |     |     |     |     |     |     |     |     |     |     | 5   |
| 8   | Andreas Mikkelsen    |      | 5    |     |     |     |     |     |     |     |     |     |     |     |     |     | 4   |
| 9   | Dani Sordo           | 11   | 6    |     |     |     |     |     |     |     |     |     |     |     |     |     | 3   |
| 10  | Jean-Marie Cuoq      | 7    |      |     |     |     |     |     |     |     |     |     |     |     |     |     | 2   |
| 10  | Toni Gardemeister    | Ret. | 7    |     |     |     |     |     |     |     |     |     |     |     |     |     | 2   |
| 12  | Per-Gunnar Andersson | 8    | Ret. |     |     |     |     |     |     |     |     |     |     |     |     |     | 1   |
| 12  | Juho Hänninen        |      | 8    |     |     |     |     |     |     |     |     |     |     |     |     |     | 1   |